# Денщик, Елена Викторовна
Елена Викторовна Денщик (11 ноября 1973) — российская футболистка, полузащитница. Мастер спорта России (1995). Выступала за сборную России.

## Клубная карьера
С 1994 года в течение восьми сезонов выступала за воронежскую «Энергию», провела 132 матча и забила 7 голов в высшей лиге России (по другим данным провела всего — 165 матчей и 11 голов). Становилась чемпионкой (1995, 1997, 1998) и серебряным призёром (1994, 1996, 1999, 2000, 2001) чемпионата России. Обладательница (1995, 1996, 1997, 1999, 2000, 2001) и финалистка (1994, 1998) Кубка России.
В своем первом сезоне выступления в высшей лиге в 1994 году провела за «Энергию» 20 матчей в ЧР и забила 1 гол. В следующем сезоне провела 20 матчей в ЧР и забила 3 мяча. Включена в символическую сборную «Энергии» за 20 лет.
С 2002 года 3 года выступала за ЦСК ВВС (Самара): в 2002 году провела 15 матчей в ЧР и 5 игр в Кубке УЕФА; в 2003 — 14 матчей (а с учётом кубковых игр 18 матчей) и в 2004 году — 16 матчей в Чемпионате. 27 марта 2004 года Денщик забила гол в ворота сборной России до 19 лет в рамках турнира «Краснодарская весна». Будучи игроком ЦСК ВВС сыграла 3 матча на Чемпионате Мира—2003.
После ухода из «Энергии» более 10 лет выступала за другие клубы высшего дивизиона. Играла в «Надежда» (Ногинск), «Рязань-ВДВ», «Мордовочка» (Саранск), в последней была капитаном. Также играла во второй (2008) и первой лиге (2009) за воронежский ШВСМ (Воронеж).
В 2005 и в 2007—2008 годах выступала за «Надежда» (Ногинск): в 2005 году сыграла 11 матчей, в 2007 году провела 13 и забила 2 мяча, в 2008 — 15 матчей.

## Карьера в сборной
Первый матч за женскую сборную России провела 11 марта 1996 года в матче против сборной Португалии состоявшемся в городе Силвиш на турнире «Кубок Северных стран» и завершившийся со счетом 2-1.
Участвовала в финальном турнире чемпионата мира 2003 года и сыграла 2 матча в составе женской сборной России.

## Тренерская карьера
После окончания профессиональной карьеры работала в Воронеже играющим тренером «Стройуниверсал-ШВСМ», а затем — в ДЮСШ «Факел». Продолжает выступать в региональных соревнованиях по футболу и мини-футболу.
В 2015 году была тренером сборной Воронежской области.

## Достижения
- Чемпион России (3): 1995, 1997, 1998
- Серебряный призёр чемпионата России (5): 1994, 1996, 1999, 2000, 2001
- Бронзовый призёр чемпионата России (3): 2003, 2005, 2007
- Обладатель Кубка России (6): 1995, 1996, 1997, 1999, 2000 2001
- Финалист Кубка России (3): 1994, 1998, 2002
- В списке 33-х лучших (5): 1996 (Полузащитник № 2), 1997 (Полузащитник № 1), 2002 (Полузащитник № 2), 2003 (Защитник № 2), 2004 (Защитник № 2)